# Koenraad van Piacenza

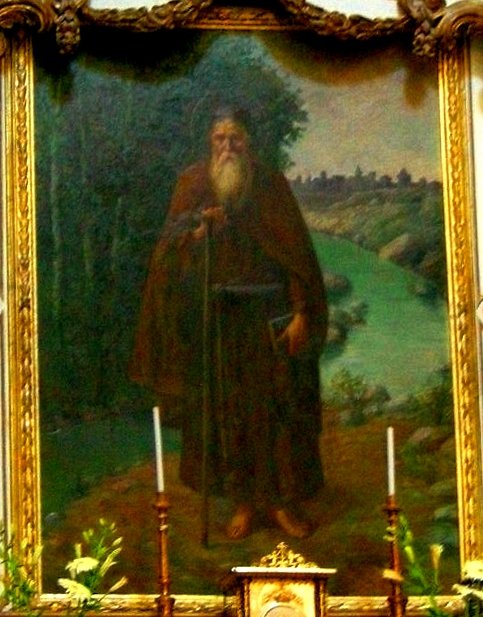
H. Koenraad van Piacenza boven het zijaltaar v/d kathedraal van Noto

Koenraad van Piacenza of Koenraad Confalonieri (Calendasco, nabij Piacenza, c. 1290 - 9 februari 1351, Noto, Sicilië), geboren in een adellijke familie. Hij leidde een bevoorrecht leven en was getrouwd met een vrouw genaamd Eufrosina.
Op een dag, tijdens een jachtpartij, gaf hij opdracht om struikgewas in brand te steken om het wild op te jagen. Door een plotselinge wind verspreidde het vuur zich echter snel en vernietigde velden en eigendommen in de omgeving. Een onschuldige boer werd ten onrechte gearresteerd en ter dood veroordeeld voor de schade. Toen Koenraad dit vernam, bekende hij zijn schuld, betaalde hij de schadevergoeding en verloor hij hierdoor al zijn bezittingen.
Na dit incident besloot hij met zijn vrouw een religieus leven te leiden. Eufrosina trad in een klooster, terwijl Koenraad zich als kluizenaar terugtrok bij de Franciscaner tertiarissen.

## Kluizenaarschap op Sicilië
Koenraad leefde eerst als boeteling in Piacenza, maar vertrok later naar Sicilië, waar hij een strikt ascetisch leven leidde in een grot bij Noto. Hij werd bekend om zijn gebed, boetedoening en wonderen. Veel mensen bezochten hem voor raad en genezing, en hij kreeg een reputatie als heilige man.
Volgens de overlevering leefde hij de laatste jaren van zijn leven uitsluitend van water en wilde kruiden. Op 19 februari 1351 overleed hij in Noto, waar zijn graf al snel een bedevaartsoord werd.

## Verering en Heiligverklaring
Koenraad werd al snel na zijn dood als heilige vereerd, vooral op Sicilië. In 1515 werd zijn verering officieel erkend door paus Leo X. Zijn relieken worden bewaard in de kathedraal van Noto, waar hij nog steeds wordt vereerd.
Zijn feestdag, 19 februari, wordt vooral gevierd in Piacenza en Sicilië, waar hij de patroonheilige van jachtopzieners en boetelingen is.

## Nalatenschap
Koenraad van Piacenza wordt gezien als een voorbeeld van bekering en boetedoening. Zijn verhaal benadrukt de waarde van verantwoordelijkheid nemen voor eigen daden en het kiezen voor een leven van gebed en ascese.